# Konrad Hentrich

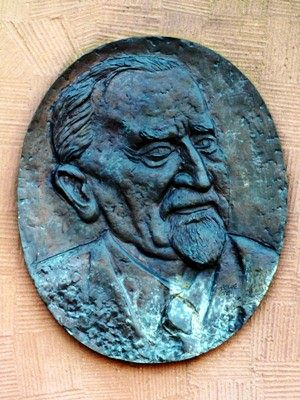
Relief des Sprachforschers auf dem Denkmal vor der Konrad-Hentrich-Schule in Leinefelde

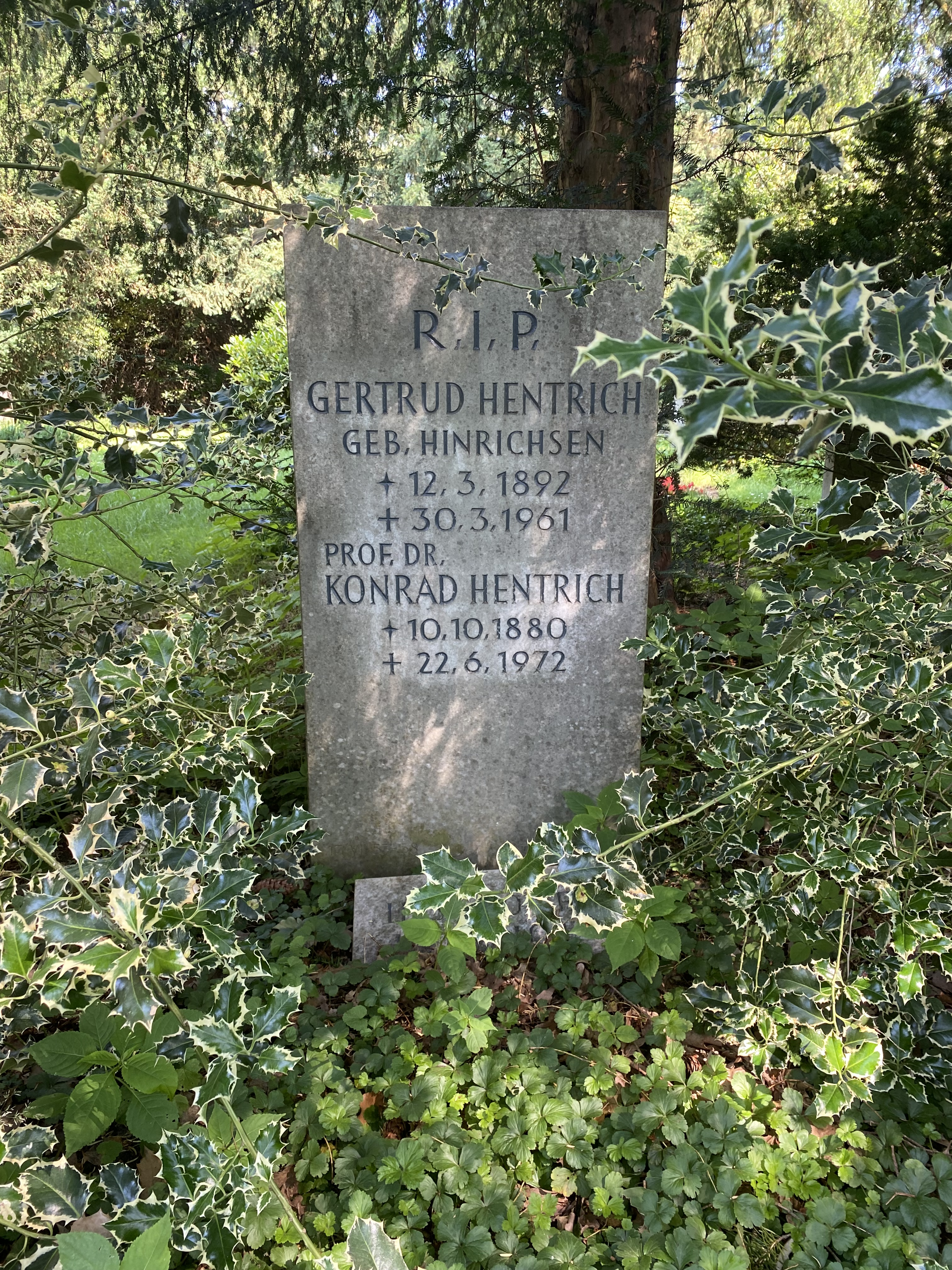
Grabstätte auf dem Friedhof Altona

Konrad Hentrich (* 10. Oktober 1880 in Leinefelde; † 22. Juni 1972 in Hamburg) war ein deutscher Sprachwissenschaftler und Hochschullehrer.

## Leben
Konrad Hentrich wurde am 10. Oktober 1880 in Leinefelde geboren und absolvierte 1901 das Abitur am Heiligenstädter Gymnasium. Anschließend studierte er Deutsch, Englisch, Französisch an den Universitäten München, Berlin und Greifswald. Im Jahr 1905 promovierte er in Greifswald zum Dr. phil. und legte 1906 das Staatsexamen ab. Zusammen mit Klemens Löffler initiierte er 1906 die Herausgabe der Zeitschrift Unser Eichsfeld und die Gründung des Vereins für Eichsfeldische Heimatkunde. In Greifswald wurde er von Alexander Reifferscheid in die Volkskunde eingeführt und schrieb eine Prüfungsarbeit über die Mundart des Eichsfeldes. Hentrich arbeitete im experimentalphonetischen Laboratorium des Collège de France in Paris bei Jean-Pierre Rousselot. Anschließend arbeitete er an verschiedenen Gymnasien unter anderem in Düren, Essen, Mönchengladbach und Köln.
Aufgrund seiner Sprach- und Dialektkenntnisse wurde er 1921 als wissenschaftlicher Mitarbeiter an das phonetische Institut der Universität Hamburg berufen. Seit 1921 wirkte er zunächst als Dozent später als Professor für deutsche Philologie an der Universität in Riga. Von 1925 bis 1933 oblag ihm die Ausbildung der Studienreferendare als Dozent und Fachlehrer für Sprechkunde am Pädagogischen Seminar in Hamburg-Altona. Während der Zeit bekam er Kontakt mit Albert Einstein und Max Planck. Von 1933 wirkte er bis zu seiner, von den nationalsozialistischen Behörden veranlassten, Pensionierung im Hamburger Gymnasium Christianeum als Studienrat.
Konrad Hentrich verstarb am 22. Juni 1972, er wurde auf dem Hauptfriedhof in Altona beigesetzt.

## Werke
- Die Vokale der Mundart von Leinefelde. Karras, Halle, 1905
- Eichsfeldische Kinderlieder. Vandenhoeck & Ruprecht, Göttingen, 1911
- Wörterbuch der nordwestthüringischen Mundart des Eichsfeldes. Vandenhoeck & Ruprecht, Göttingen, 1912
- Dienstanweisung auf kollegialer Grundlage für die Lehrer an den höheren Lehranstalten für die männliche Jugend in Preussen. Kratz, Köln, 1919
- Die Besiedelung des Thüringischen Eichsfeldes auf Grund der Ortsnamen und der Mundart. Mecke, Duderstadt, 1919
- Über die Anwendung experimentalphonetischer Methoden auf die deutsche Mundartenforschung, unter bes. Berücks. e. Entwicklg im Hamburger Dialekt. Fischers Med. Buchh., Hamburg, 1921
- Dialektgeographie des thüringischen Eichsfeldes und seiner Nachbargebiete. Mecke, Duderstadt, 1921
- Experimental-phonetische Studien zum baltischen Deutsch. G. Löffler, Riga, 1925
- Über den Einfluss der Dauer auf die Stimmhaftigkeit von Verschlusslauten. Phonetisches Laboratorium der Universität, Hamburg, 1925
- Leinefelde : was es war und ist ; zu seinem 700jähr. Bestehen. Verkehrsverein, Leinefelde, 1927
- Nationalkatholizismus. Hanseatische Verlagsanstalt, Hamburg, 1934
- Die Mundarten des thüringischen Eichsfeldes und ihre Bedeutung für die Besiedelungsfrage. Mecke, Duderstadt, 1934
- Wie sollen wir unsre Mundart schreiben? van Acken, Lingen/Ems, 1958